# Erythrina euodiphylla
Erythrina euodiphylla là một loài rau đậu thuộc họ Fabaceae. Loài này chỉ có ở Indonesia.